# Jodie Christian
Pour les articles homonymes, voir Christian.
Jodie Christian (né le 2 février 1932 à Chicago et mort le 13 février 2012 dans la même ville) un pianiste de jazz américain, connu pour le bebop et le free jazz.

## Biographie
Jodie Christian naît à Chicago, dans l'Illinois. Son père est né à Little Rock dans l'Arkansas, dans une famille de métayers.
Christian a été l'un des fondateurs de l'Association pour l'avancement des musiciens créatifs (AACM) avec le pianiste Muhal Richard Abrams, le batteur Steve McCall et le compositeur Phil Cohran. Lui et Abrams faisaient également partie du groupe expérimental. Christian a travaillé au club Jazz Showcase à Chicago et a joué avec Eddie Harris, Stan Getz, Dexter Gordon, Gene Ammons, Roscoe Mitchell, Buddy Montgomery et John Klemmer. Christian dirigeait un groupe sur les albums,.
Il meurt le 13 février 2012 à l'âge de 80 ans, à Chicago. 

## Discographie[3]

### En tant que leader ou co-leader
- Experience (Delmark, 1992)
- Rain or Shine (Delmark, 1994)
- Blues Holiday (SteepleChase, 1994)
- The Very Thought of You (SteepleChase, 1995) with Louis Smith
- Front Line (Delmark, 1996)
- Soul Fountain (Delmark, 1998)
- Reminiscing (Delmark, 2001)

### En tant quesideman
Avec Gene Ammons
- The Chase! (Prestige, 1970) with Dexter Gordon
- Chicago Concert (Prestige, 1973) with James Moody

Avec Von Freeman
- Never Let Me Go (Steeplechase, 1992)
- Lester Leaps In (Steeplechase, 1993)
- Dedicated to You (Steeplechase, 1994)

Avec Brad Goode
- Shock of the New (Delmark, 1988)
- Toy Trumpet (SteepleChase, 2000)

Avec Lin Halliday
- Delayed Exposure (Delmark, 1991)
- East of the Sun (Delmark, 1992)
- Where or When (Delmark, 1994) with Ira Sullivan
- Airegin (Delmark, 2000)

Avec Eddie Harris
- The Electrifying Eddie Harris (Atlantic, 1967)
- Pourquoi L'Amérique (Atlantic, 1968)
- Plug Me In (Atlantic, 1968)
- Silver Cycles (Atlantic, 1969)
- High Voltage (Atlantic, 1969)
- Free Speech (Atlantic, 1970)
- Live at Newport (Atlantic, 1971)
- Excursions (Atlantic, 1973)

Avec John Klemmer
- Involvement: The John Klemmer Quartets (Cadet, 1967)
- And We Were Lovers (Cadet, 1968)

Avec Roscoe Mitchell
- The Flow of Things (Black Saint, 1986)
- Hey Donald (Delmark, 1995)
- In Walked Buckner (Delmark, 1999)

Avec Ira Sullivan
- The Ira Sullivan Quintet (Delmark, 1960) reissued in 1988 as Blue Stroll
- Bird Lives! (Vee-Jay, 1962)
- Nicky's Tune (Delmark, 1970)
- Ira Sullivan (Flying Fish, 1978) reissued in 2014 as Circumstantial

Avec d'autres gens
- Eric Alexander: Stablemates (Delmark, 1996) with Lin Halliday
- Stan Getz: Stan Meets Chet (Verve, 1958) with Chet Baker
- Dexter Gordon: Featuring Joe Newman (Monad, 1976)
- Al Green/Othello Anderson Quintet: Mr. Lucky (Delmark, 2002)
- Melvin Jackson: Funky Skull (Limelight, 1969)
- Carl Leukaufe: Warrior (Delmark, 1996)
- Les McCann: Invitation to Openness (Atlantic, 1972)
- Buddy Montgomery: This Rather Than That (Impulse!, 1970)
- James Moody: Sax and Flute Man (Paula, 1973)
- Harold Ousley: Grit-Grittin' Feelin (Delmark, 2000)
- Paul Serrano: Blues Holiday (Riverside, 1961)
- Louis Smith: Silvering (Steeplechase, 1994)
- Mike Smith: Unit 7: A Tribute to Cannonball Adderley (Delmark, 1990)
- Sonny Stitt: Soul Girl (Paula, 1973)
- Jesse Thomas: Blues is a Feeling (Delmark, 2001)
- Various artists: Charlie Parker Memorial Concert (Cadet, 1970)
- Frank Walton: Reality (Delmark, 1978)
- Juli Wood: Movin and Groovin (self-released, 1998)
- Webster Young: Plays the Miles Davis Songbook (VGM, 1981)